# Lista de episódios de Doctor Who (1963–1989)

Esta é a lista de episódios de Doctor Who, uma série de ficção científica britânica produzida pela British Broadcasting Corporation (BBC) desde 1963. Criado por Sydney Newman, C. E. Webber e Donald Wilson, o programa mostra as aventuras de um Senhor do Tempo chamado de "O Doutor", um ser extraterrestre do planeta Gallifrey. Ele explora o universo em sua TARDIS, uma máquina do tempo com a qual ele que viaja pelo espaço e cujo exterior se assemelha a uma cabine policial britânica dos anos 1960. Junto com seus acompanhantes, o Doutor combate uma variedade de inimigos enquanto trabalha para salvar civilizações e ajudar pessoas necessitadas.
O programa estreou em 23 de novembro de 1963, quando foi transmitido o primeiro episódio da história An Unearthly Child. Nesta época, cada história era composta por vários episódios que eram exibidos semanalmente. Durante sua primeira fase, Doctor Who foi transmitido ininterruptamente até 1989, totalizando 26 temporadas. Após isso, entrou em hiato, até que sete anos mais tarde, em 1996, um telefilme produzido pela BBC Worldwide, Universal Studios, 20th Century Fox e Fox tentou retomar a série, mas devido à baixa audiência no Reino Unido, a ideia foi descontinuada. Russell T Davies conseguiu trazer Doctor Who de volta em 2005, modernizando os elementos do show para o século XXI. Desde então, 15 temporadas já foram produzidas.
Como a BBC não tinha uma política de preservação de imagens até 1978, 97 episódios dos anos 1960 estão perdidos, resultando em 26 histórias incompletas. Apesar disso, ainda existem gravações de áudio e algumas delas foram reconstruídas ou transformadas em animações. Adicionalmente, algumas histórias não foram filmadas ou não foram exibidas por motivos distintos, como é o caso de Shada, que teve as filmagens interrompidas por causa de uma greve na BBC.

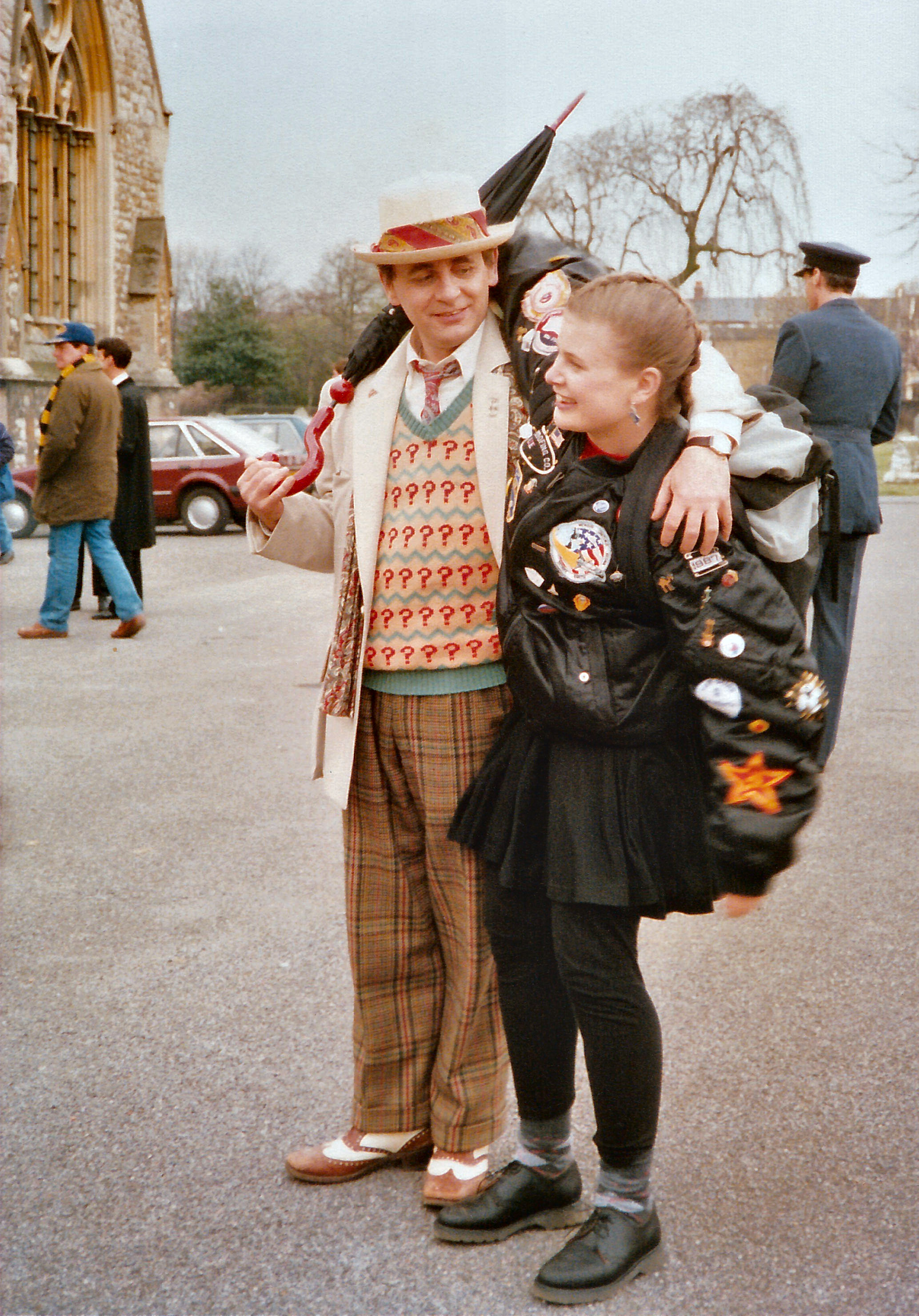
Sylvester McCoy como o Sétimo Doutor e Sophie Aldred como Ace durante as gravações de Remembrance of the Daleks em 1988. O Doutor, seus acompanhantes e a TARDIS são os elementos principais da série desde sua estreia em 1963.

A seguir apresenta-se os episódios da era "clássica" do programa, exibidos entre 1963 e 1989.

## Resumo
| Série clássica |                                                    |                 |    |    |    |                        |                         |      |      |
|                | 1.ª temporada clássica                             | Primeiro Doutor | 8  | 42 | 42 | 23 de novembro de 1963 | 12 de setembro de 1964  | 4,4  | 6,4  |
|                | 2.ª temporada clássica                             | Primeiro Doutor | 9  | 39 | 39 | 31 de outubro de 1964  | 24 de julho de 1965     | 8,4  | 8,3  |
|                | 3.ª temporada clássica                             | Primeiro Doutor | 10 | 45 | 45 | 11 de setembro de 1965 | 16 de julho de 1966     | 9,0  | 5,5  |
|                | 4.ª temporada clássica                             | Segundo Doutor  | 9  | 43 | 43 | 10 de setembro de 1966 | 1 de julho de 1967      | 4,3  | 6,1  |
|                | 5.ª temporada clássica                             | Segundo Doutor  | 7  | 40 | 40 | 2 de setembro de 1967  | 1 de junho de 1968      | 6,0  | 6,5  |
|                | 6.ª temporada clássica                             | Segundo Doutor  | 7  | 44 | 44 | 10 de agosto de 1968   | 21 de junho de 1969     | 6,1  | 5,0  |
|                | 7.ª temporada clássica                             | Terceiro Doutor | 4  | 25 | 25 | 3 de janeiro de 1970   | 20 de junho de 1970     | 8,4  | 5,5  |
|                | 8.ª temporada clássica                             | Terceiro Doutor | 5  | 25 | 25 | 2 de janeiro de 1971   | 19 de junho de 1971     | 7,3  | 8,3  |
|                | 9.ª temporada clássica                             | Terceiro Doutor | 5  | 26 | 26 | 1 de janeiro de 1972   | 24 de junho de 1972     | 9,8  | 7,6  |
|                | 10.ª temporada clássica                            | Terceiro Doutor | 5  | 26 | 26 | 30 de dezembro de 1972 | 23 de junho de 1973     | 9,6  | 7,0  |
|                | 11.ª temporada clássica                            | Terceiro Doutor | 5  | 26 | 26 | 15 de dezembro de 1973 | 8 de junho de 1974      | 8,7  | 8,9  |
|                | 12.ª temporada clássica                            | Quarto Doutor   | 5  | 20 | 20 | 28 de dezembro de 1974 | 10 de maio de 1975      | 10,1 | 9,0  |
|                | 13.ª temporada clássica                            | Quarto Doutor   | 6  | 26 | 26 | 30 de agosto de 1975   | 6 de março de 1976      | 7,5  | 10,9 |
|                | 14.ª temporada clássica                            | Quarto Doutor   | 6  | 26 | 26 | 4 de setembro de 1976  | 2 de abril de 1977      | 9,5  | 10,4 |
|                | 15.ª temporada clássica                            | Quarto Doutor   | 6  | 26 | 26 | 3 de setembro de 1977  | 11 de março de 1978     | 8,4  | 10,5 |
|                | 16.ª temporada clássica (The Key to Time)          | Quarto Doutor   | 6  | 26 | 26 | 2 de setembro de 1978  | 24 de fevereiro de 1979 | 8,1  | 8,5  |
|                | 17.ª temporada clássica                            | Quarto Doutor   | 5  | 20 | 20 | 1 de setembro de 1979  | 12 de janeiro de 1980   | 13,5 | 8,8  |
|                | 18.ª temporada clássica                            | Quarto Doutor   | 7  | 28 | 28 | 30 de agosto de 1980   | 21 de março de 1981     | 5,1  | 6,7  |
|                | 19.ª temporada clássica                            | Quinto Doutor   | 7  | 26 | 26 | 4 de janeiro de 1982   | 30 de março de 1982     | 9,6  | 8,9  |
|                | 20.ª temporada clássica                            | Quinto Doutor   | 6  | 22 | 22 | 4 de janeiro de 1983   | 16 de março de 1983     | 7,2  | 7,55 |
|                | 21.ª temporada clássica                            | Quinto Doutor   | 7  | 24 | 24 | 5 de janeiro de 1984   | 30 de março de 1984     | 7,25 | 7,1  |
|                | 22.ª temporada clássica                            | Sexto Doutor    | 6  | 13 | 13 | 5 de janeiro de 1985   | 30 de março de 1985     | 8,05 | 7,55 |
|                | 23.ª temporada clássica (The Trial of a Time Lord) | Sexto Doutor    | 1  | 14 | 14 | 6 de setembro de 1986  | 6 de dezembro de 1986   | 4,35 | 5,0  |
|                | 24.ª temporada clássica                            | Sétimo Doutor   | 4  | 14 | 14 | 7 de setembro de 1987  | 7 de dezembro de 1987   | 4,63 | 5,07 |
|                | 25.ª temporada clássica                            | Sétimo Doutor   | 4  | 14 | 14 | 5 de outubro de 1988   | 4 de janeiro de 1989    | 5,35 | 5,45 |
|                | 26.ª temporada clássica                            | Sétimo Doutor   | 4  | 14 | 14 | 6 de setembro de 1989  | 6 de dezembro de 1989   | 3,65 | 4,9  |
|                | Telefilme                                          | Oitavo Doutor   | 1  | 1  | 1  | 12 de maio de 1996     | 12 de maio de 1996      | 9,08 | 9,08 |

## Episódios

### Primeiro Doutor

#### 1.ª temporada (1963–1964)
| História n.º. | N.º na temp. | Título do serial        | Título dos episódios          | Dirigido por      | Escrito por                                   | Exibição original       | Cód. de produção | Audiência no RU (milhões) | AI |
| ------------- | ------------ | ----------------------- | ----------------------------- | ----------------- | --------------------------------------------- | ----------------------- | ---------------- | ------------------------- | -- |
| 1             | 1            | An Unearthly Child      | "An Unearthly Child"          | Waris Hussein     | Anthony Coburn e C. E. Webber (não-creditado) | 23 de novembro de 1963  | A                | 4,4                       | 63 |
| 1             | 1            | An Unearthly Child      | "The Cave of Skulls"          | Waris Hussein     | Anthony Coburn                                | 30 de novembro de 1963  | A                | 5,9                       | 59 |
| 1             | 1            | An Unearthly Child      | "The Forest of Fear"          | Waris Hussein     | Anthony Coburn                                | 7 de dezembro de 1963   | A                | 6,9                       | 56 |
| 1             | 1            | An Unearthly Child      | "The Firemaker"               | Waris Hussein     | Anthony Coburn                                | 14 de dezembro de 1963  | A                | 6,4                       | 55 |
| 2             | 2            | The Daleks              | "The Dead Planet"             | Christopher Barry | Terry Nation                                  | 21 de dezembro de 1963  | B                | 6,9                       | 59 |
| 2             | 2            | The Daleks              | "The Survivors"               | Christopher Barry | Terry Nation                                  | 28 de dezembro de 1963  | B                | 6,4                       | 58 |
| 2             | 2            | The Daleks              | "The Escape"                  | Richard Martin    | Terry Nation                                  | 4 de janeiro de 1964    | B                | 8,9                       | 63 |
| 2             | 2            | The Daleks              | "The Ambush"                  | Christopher Barry | Terry Nation                                  | 11 de janeiro de 1964   | B                | 9,9                       | 63 |
| 2             | 2            | The Daleks              | "The Expedition"              | Christopher Barry | Terry Nation                                  | 18 de janeiro de 1964   | B                | 9,9                       | 63 |
| 2             | 2            | The Daleks              | "The Ordeal"                  | Richard Martin    | Terry Nation                                  | 25 de janeiro de 1964   | B                | 10,4                      | 63 |
| 2             | 2            | The Daleks              | "The Rescue"                  | Richard Martin    | Terry Nation                                  | 1 de fevereiro de 1964  | B                | 10,4                      | 65 |
| 3             | 3            | The Edge of Destruction | "The Edge of Destruction"     | Richard Martin    | David Whitaker                                | 8 de fevereiro de 1964  | C                | 10,4                      | 61 |
| 3             | 3            | The Edge of Destruction | "The Brink of Disaster"       | Frank Cox         | David Whitaker                                | 15 de fevereiro de 1964 | C                | 9,9                       | 60 |
| 4             | 4            | Marco Polo              | "The Roof of the World"†      | Waris Hussein     | John Lucarotti                                | 22 de fevereiro de 1964 | D                | 9,4                       | 63 |
| 4             | 4            | Marco Polo              | "The Singing Sands"†          | Waris Hussein     | John Lucarotti                                | 29 de fevereiro de 1964 | D                | 9,4                       | 62 |
| 4             | 4            | Marco Polo              | "Five Hundred Eyes"†          | Waris Hussein     | John Lucarotti                                | 7 de março de 1964      | D                | 9,4                       | 62 |
| 4             | 4            | Marco Polo              | "The Wall of Lies"†           | John Crockett     | John Lucarotti                                | 14 de março de 1964     | D                | 9,9                       | 60 |
| 4             | 4            | Marco Polo              | "Rider from Shang-Tu"†        | Waris Hussein     | John Lucarotti                                | 21 de março de 1964     | D                | 9,4                       | 59 |
| 4             | 4            | Marco Polo              | "Mighty Kublai Khan"†         | Waris Hussein     | John Lucarotti                                | 28 de março de 1964     | D                | 8,4                       | 59 |
| 4             | 4            | Marco Polo              | "Assassin at Peking"†         | Waris Hussein     | John Lucarotti                                | 4 de abril de 1964      | D                | 10,4                      | 59 |
| 5             | 5            | The Keys of Marinus     | "The Sea of Death"            | John Gorrie       | Terry Nation                                  | 11 de abril de 1964     | E                | 9,9                       | 62 |
| 5             | 5            | The Keys of Marinus     | "The Velvet Web"              | John Gorrie       | Terry Nation                                  | 18 de abril de 1964     | E                | 9,4                       | 60 |
| 5             | 5            | The Keys of Marinus     | "The Screaming Jungle"        | John Gorrie       | Terry Nation                                  | 25 de abril de 1964     | E                | 9,9                       | 61 |
| 5             | 5            | The Keys of Marinus     | "The Snows of Terror"         | John Gorrie       | Terry Nation                                  | 2 de maio de 1964       | E                | 10,4                      | 60 |
| 5             | 5            | The Keys of Marinus     | "Sentence of Death"           | John Gorrie       | Terry Nation                                  | 9 de maio de 1964       | E                | 7,9                       | 61 |
| 5             | 5            | The Keys of Marinus     | "The Keys of Marinus"         | John Gorrie       | Terry Nation                                  | 16 de maio de 1964      | E                | 6,9                       | 63 |
| 6             | 6            | The Aztecs              | "The Temple of Evil"          | John Crockett     | John Lucarotti                                | 23 de maio de 1964      | F                | 7,4                       | 62 |
| 6             | 6            | The Aztecs              | "The Warriors of Death"       | John Crockett     | John Lucarotti                                | 30 de maio de 1964      | F                | 7,4                       | 62 |
| 6             | 6            | The Aztecs              | "The Bride of Sacrifice"      | John Crockett     | John Lucarotti                                | 6 de junho de 1964      | F                | 7,9                       | 57 |
| 6             | 6            | The Aztecs              | "The Day of Darkness"         | John Crockett     | John Lucarotti                                | 13 de junho de 1964     | F                | 7,4                       | 58 |
| 7             | 7            | The Sensorites          | "Strangers in Space"          | Mervyn Pinfield   | Peter R. Newman                               | 20 de junho de 1964     | G                | 7,9                       | 59 |
| 7             | 7            | The Sensorites          | "The Unwilling Warriors"      | Mervyn Pinfield   | Peter R. Newman                               | 27 de junho de 1964     | G                | 6,9                       | 59 |
| 7             | 7            | The Sensorites          | "Hidden Danger"               | Mervyn Pinfield   | Peter R. Newman                               | 11 de julho de 1964     | G                | 7,4                       | 56 |
| 7             | 7            | The Sensorites          | "A Race Against Death"        | Mervyn Pinfield   | Peter R. Newman                               | 18 de julho de 1964     | G                | 5,5                       | 60 |
| 7             | 7            | The Sensorites          | "Kidnap"                      | Frank Cox         | Peter R. Newman                               | 25 de julho de 1964     | G                | 6,9                       | 57 |
| 7             | 7            | The Sensorites          | "A Desperate Venture"         | Frank Cox         | Peter R. Newman                               | 1 de agosto de 1964     | G                | 6,9                       | 57 |
| 8             | 8            | The Reign of Terror     | "A Land of Fear"              | Henric Hirsch     | Dennis Spooner                                | 8 de agosto de 1964     | H                | 6,9                       | 58 |
| 8             | 8            | The Reign of Terror     | "Guests of Madame Guillotine" | Henric Hirsch     | Dennis Spooner                                | 15 de agosto de 1964    | H                | 6,9                       | 54 |
| 8             | 8            | The Reign of Terror     | "A Change of Identity"        | Henric Hirsch     | Dennis Spooner                                | 22 de agosto de 1964    | H                | 6,9                       | 55 |
| 8             | 8            | The Reign of Terror     | "The Tyrant of France"†       | Henric Hirsch     | Dennis Spooner                                | 29 de agosto de 1964    | H                | 6,4                       | 53 |
| 8             | 8            | The Reign of Terror     | "A Bargain of Necessity"†     | Henric Hirsch     | Dennis Spooner                                | 5 de setembro de 1964   | H                | 6,9                       | 53 |
| 8             | 8            | The Reign of Terror     | "Prisoners of Conciergerie"   | Henric Hirsch     | Dennis Spooner                                | 12 de setembro de 1964  | H                | 6,4                       | 55 |

↑† Episódio perdido

#### 2.ª temporada (1964–1965)
| História n.º. | N.º na temp. | Título do serial            | Título dos episódios      | Dirigido por      | Escrito por    | Exibição original       | Cód. de produção | Audiência no RU (milhões) | AI |
| ------------- | ------------ | --------------------------- | ------------------------- | ----------------- | -------------- | ----------------------- | ---------------- | ------------------------- | -- |
| 9             | 1            | Planet of Giants            | "Planet of Giants"        | Mervyn Pinfield   | Louis Marks    | 31 de outubro de 1964   | J                | 8,4                       | 57 |
| 9             | 1            | Planet of Giants            | "Dangerous Journey"       | Mervyn Pinfield   | Louis Marks    | 7 de novembro de 1964   | J                | 8,4                       | 58 |
| 9             | 1            | Planet of Giants            | "Crisis"                  | Douglas Camfield  | Louis Marks    | 14 de novembro de 1964  | J                | 8,9                       | 59 |
| 10            | 2            | The Dalek Invasion of Earth | "World's End"             | Richard Martin    | Terry Nation   | 21 de novembro de 1964  | K                | 11,4                      | 63 |
| 10            | 2            | The Dalek Invasion of Earth | "The Daleks"              | Richard Martin    | Terry Nation   | 28 de novembro de 1964  | K                | 12,4                      | 59 |
| 10            | 2            | The Dalek Invasion of Earth | "Day of Reckoning"        | Richard Martin    | Terry Nation   | 5 de dezembro de 1964   | K                | 11,9                      | 59 |
| 10            | 2            | The Dalek Invasion of Earth | "The End of Tomorrow"     | Richard Martin    | Terry Nation   | 12 de dezembro de 1964  | K                | 11,9                      | 59 |
| 10            | 2            | The Dalek Invasion of Earth | "The Waking Ally"         | Richard Martin    | Terry Nation   | 19 de dezembro de 1964  | K                | 11,4                      | 58 |
| 10            | 2            | The Dalek Invasion of Earth | "Flashpoint"              | Richard Martin    | Terry Nation   | 26 de dezembro de 1964  | K                | 12,4                      | 63 |
| 11            | 3            | The Rescue                  | "The Powerful Enemy"      | Christopher Barry | David Whitaker | 2 de janeiro de 1965    | L                | 12,0                      | 57 |
| 11            | 3            | The Rescue                  | "Desperate Measures"      | Christopher Barry | David Whitaker | 9 de janeiro de 1965    | L                | 13,0                      | 59 |
| 12            | 4            | The Romans                  | "The Slave Traders"       | Christopher Barry | Dennis Spooner | 16 de janeiro de 1965   | M                | 13,0                      | 53 |
| 12            | 4            | The Romans                  | "All Roads Lead to Rome"  | Christopher Barry | Dennis Spooner | 23 de janeiro de 1965   | M                | 11,5                      | 51 |
| 12            | 4            | The Romans                  | "Conspiracy"              | Christopher Barry | Dennis Spooner | 30 de janeiro de 1965   | M                | 10,0                      | 50 |
| 12            | 4            | The Romans                  | "Inferno"                 | Christopher Barry | Dennis Spooner | 6 de fevereiro de 1965  | M                | 12,0                      | 50 |
| 13            | 5            | The Web Planet              | "The Web Planet"          | Richard Martin    | Bill Strutton  | 13 de fevereiro de 1965 | N                | 13,5                      | 56 |
| 13            | 5            | The Web Planet              | "The Zarbi"               | Richard Martin    | Bill Strutton  | 20 de fevereiro de 1965 | N                | 12,5                      | 53 |
| 13            | 5            | The Web Planet              | "Escape to Danger"        | Richard Martin    | Bill Strutton  | 27 de fevereiro de 1965 | N                | 12,5                      | 53 |
| 13            | 5            | The Web Planet              | "Crater of Needles"       | Richard Martin    | Bill Strutton  | 6 de março de 1965      | N                | 13,0                      | 49 |
| 13            | 5            | The Web Planet              | "Invasion"                | Richard Martin    | Bill Strutton  | 13 de março de 1965     | N                | 12,0                      | 48 |
| 13            | 5            | The Web Planet              | "The Centre"              | Richard Martin    | Bill Strutton  | 20 de março de 1965     | N                | 11,5                      | 42 |
| 14            | 6            | The Crusade                 | "The Lion"                | Douglas Camfield  | David Whitaker | 27 de março de 1965     | P                | 10,5                      | 51 |
| 14            | 6            | The Crusade                 | "The Knight of Jaffa"†    | Douglas Camfield  | David Whitaker | 3 de abril de 1965      | P                | 8,5                       | 50 |
| 14            | 6            | The Crusade                 | "The Wheel of Fortune"    | Douglas Camfield  | David Whitaker | 10 de abril de 1965     | P                | 9,0                       | 49 |
| 14            | 6            | The Crusade                 | "The Warlords"†           | Douglas Camfield  | David Whitaker | 17 de abril de 1965     | P                | 9,5                       | 48 |
| 15            | 7            | The Space Museum            | "The Space Museum"        | Mervyn Pinfield   | Glyn Jones     | 24 de abril de 1965     | Q                | 10,5                      | 61 |
| 15            | 7            | The Space Museum            | "The Dimensions of Time"  | Mervyn Pinfield   | Glyn Jones     | 1 de maio de 1965       | Q                | 9,2                       | 53 |
| 15            | 7            | The Space Museum            | "The Search"              | Mervyn Pinfield   | Glyn Jones     | 8 de maio de 1965       | Q                | 8,5                       | 56 |
| 15            | 7            | The Space Museum            | "The Final Phase"         | Mervyn Pinfield   | Glyn Jones     | 15 de maio de 1965      | Q                | 8,5                       | 49 |
| 16            | 8            | The Chase                   | "The Executioners"        | Richard Martin    | Terry Nation   | 22 de maio de 1965      | R                | 10,0                      | 57 |
| 16            | 8            | The Chase                   | "The Death of Time"       | Richard Martin    | Terry Nation   | 29 de maio de 1965      | R                | 9,5                       | 56 |
| 16            | 8            | The Chase                   | "Flight Through Eternity" | Richard Martin    | Terry Nation   | 5 de junho de 1965      | R                | 9,0                       | 55 |
| 16            | 8            | The Chase                   | "Journey into Terror"     | Richard Martin    | Terry Nation   | 12 de junho de 1965     | R                | 9,5                       | 54 |
| 16            | 8            | The Chase                   | "The Death of Doctor Who" | Richard Martin    | Terry Nation   | 19 de junho de 1965     | R                | 9,0                       | 56 |
| 16            | 8            | The Chase                   | "The Planet of Decision"  | Richard Martin    | Terry Nation   | 26 de junho de 1965     | R                | 9,5                       | 57 |
| 17            | 9            | The Time Meddler            | "The Watcher"             | Douglas Camfield  | Dennis Spooner | 3 de julho de 1965      | S                | 8,9                       | 57 |
| 17            | 9            | The Time Meddler            | "The Meddling Monk"       | Douglas Camfield  | Dennis Spooner | 10 de julho de 1965     | S                | 8,8                       | 49 |
| 17            | 9            | The Time Meddler            | "A Battle of Wits"        | Douglas Camfield  | Dennis Spooner | 17 de julho de 1965     | S                | 7,7                       | 53 |
| 17            | 9            | The Time Meddler            | "Checkmate"               | Douglas Camfield  | Dennis Spooner | 24 de julho de 1965     | S                | 8,3                       | 54 |

↑† Episódio perdido

#### 3.ª temporada (1965–1966)
| História n.º. | N.º na temp. | Título do serial          | Título dos episódios           | Dirigido por          | Escrito por                                | Exibição original       | Cód. de produção | Audiência no RU (milhões) | AI |
| ------------- | ------------ | ------------------------- | ------------------------------ | --------------------- | ------------------------------------------ | ----------------------- | ---------------- | ------------------------- | -- |
| 18            | 1            | Galaxy 4                  | "Four Hundred Dawns"†          | Derek Martinus        | William Emms                               | 11 de setembro de 1965  | T                | 9,0                       | 56 |
| 18            | 1            | Galaxy 4                  | "Trap of Steel"†               | Derek Martinus        | William Emms                               | 18 de setembro de 1965  | T                | 9,5                       | 55 |
| 18            | 1            | Galaxy 4                  | "Air Lock"                     | Derek Martinus        | William Emms                               | 25 de setembro de 1965  | T                | 11,3                      | 54 |
| 18            | 1            | Galaxy 4                  | "The Exploding Planet"†        | Derek Martinus        | William Emms                               | 2 de outubro de 1965    | T                | 9,9                       | 53 |
| 19            | 2            | "Mission to the Unknown"† | N/A                            | Derek Martinus        | Terry Nation                               | 9 de outubro de 1965    | T/A              | 8,3                       | 54 |
| 20            | 3            | The Myth Makers           | "Temple of Secrets"†           | Michael Leeston-Smith | Donald Cotton                              | 16 de outubro de 1965   | U                | 8,3                       | 48 |
| 20            | 3            | The Myth Makers           | "Small Prophet, Quick Return"† | Michael Leeston-Smith | Donald Cotton                              | 23 de outubro de 1965   | U                | 8,1                       | 51 |
| 20            | 3            | The Myth Makers           | "Death of a Spy"†              | Michael Leeston-Smith | Donald Cotton                              | 30 de outubro de 1965   | U                | 8,7                       | 49 |
| 20            | 3            | The Myth Makers           | "Horse of Destruction"†        | Michael Leeston-Smith | Donald Cotton                              | 6 de novembro de 1965   | U                | 8,3                       | 52 |
| 21            | 4            | The Daleks' Master Plan   | "The Nightmare Begins"†        | Douglas Camfield      | Terry Nation                               | 13 de novembro de 1965  | V                | 9,1                       | 54 |
| 21            | 4            | The Daleks' Master Plan   | "Day of Armageddon"            | Douglas Camfield      | Terry Nation                               | 20 de novembro de 1965  | V                | 9,8                       | 52 |
| 21            | 4            | The Daleks' Master Plan   | "Devil's Planet"†              | Douglas Camfield      | Terry Nation                               | 27 de novembro de 1965  | V                | 10,3                      | 52 |
| 21            | 4            | The Daleks' Master Plan   | "The Traitors"†                | Douglas Camfield      | Terry Nation                               | 4 de dezembro de 1965   | V                | 9,5                       | 51 |
| 21            | 4            | The Daleks' Master Plan   | "Counter Plot"                 | Douglas Camfield      | Terry Nation                               | 11 de dezembro de 1965  | V                | 9,9                       | 53 |
| 21            | 4            | The Daleks' Master Plan   | "Coronas of the Sun"†          | Douglas Camfield      | Dennis Spooner                             | 18 de dezembro de 1965  | V                | 9,1                       | 56 |
| 21            | 4            | The Daleks' Master Plan   | "The Feast of Steven"†         | Douglas Camfield      | Terry Nation                               | 25 de dezembro de 1965  | V                | 7,9                       | 39 |
| 21            | 4            | The Daleks' Master Plan   | "Volcano"†                     | Douglas Camfield      | Dennis Spooner                             | 1 de janeiro de 1966    | V                | 9,6                       | 49 |
| 21            | 4            | The Daleks' Master Plan   | "Golden Death"†                | Douglas Camfield      | Dennis Spooner                             | 8 de janeiro de 1966    | V                | 9,2                       | 52 |
| 21            | 4            | The Daleks' Master Plan   | "Escape Switch"                | Douglas Camfield      | Dennis Spooner                             | 15 de janeiro de 1966   | V                | 9,5                       | 50 |
| 21            | 4            | The Daleks' Master Plan   | "The Abandoned Planet"†        | Douglas Camfield      | Dennis Spooner                             | 22 de janeiro de 1966   | V                | 9,8                       | 49 |
| 21            | 4            | The Daleks' Master Plan   | "Destruction of Time"†         | Douglas Camfield      | Dennis Spooner                             | 29 de janeiro de 1966   | V                | 8,6                       | 57 |
| 22            | 5            | The Massacre              | "War of God"†                  | Paddy Russell         | John Lucarotti                             | 5 de fevereiro de 1966  | W                | 8,0                       | 52 |
| 22            | 5            | The Massacre              | "The Sea Beggar"†              | Paddy Russell         | John Lucarotti                             | 12 de fevereiro de 1966 | W                | 6,0                       | 52 |
| 22            | 5            | The Massacre              | "Priest of Death"†             | Paddy Russell         | John Lucarotti                             | 19 de fevereiro de 1966 | W                | 5,9                       | 49 |
| 22            | 5            | The Massacre              | "Bell of Doom"†                | Paddy Russell         | John Lucarotti e Donald Tosh               | 26 de fevereiro de 1966 | W                | 5,8                       | 53 |
| 23            | 6            | The Ark                   | "The Steel Sky"                | Michael Imison        | Paul Erickson e Lesley Scott               | 5 de março de 1966      | X                | 5,5                       | 55 |
| 23            | 6            | The Ark                   | "The Plague"                   | Michael Imison        | Paul Erickson e Lesley Scott               | 12 de março de 1966     | X                | 6,9                       | 56 |
| 23            | 6            | The Ark                   | "The Return"                   | Michael Imison        | Paul Erickson e Lesley Scott               | 19 de março de 1966     | X                | 6,2                       | 51 |
| 23            | 6            | The Ark                   | "The Bomb"                     | Michael Imison        | Paul Erickson e Lesley Scott               | 26 de março de 1966     | X                | 7,3                       | 50 |
| 24            | 7            | The Celestial Toymaker    | "The Celestial Toyroom"†       | Bill Sellars          | Brian Hayles e Donald Tosh (não-creditado) | 2 de abril de 1966      | Y                | 8,0                       | 48 |
| 24            | 7            | The Celestial Toymaker    | "The Hall of Dolls"†           | Bill Sellars          | Brian Hayles e Donald Tosh (não-creditado) | 9 de abril de 1966      | Y                | 8,0                       | 49 |
| 24            | 7            | The Celestial Toymaker    | "The Dancing Floor"†           | Bill Sellars          | Brian Hayles e Donald Tosh (não-creditado) | 16 de abril de 1966     | Y                | 9,4                       | 44 |
| 24            | 7            | The Celestial Toymaker    | "The Final Test"               | Bill Sellars          | Brian Hayles e Donald Tosh (não-creditado) | 23 de abril de 1966     | Y                | 7,8                       | 43 |
| 25            | 8            | The Gunfighters           | "A Holiday for the Doctor"     | Rex Tucker            | Donald Cotton                              | 30 de abril de 1966     | Z                | 6,5                       | 45 |
| 25            | 8            | The Gunfighters           | "Don't Shoot the Pianist"      | Rex Tucker            | Donald Cotton                              | 7 de maio de 1966       | Z                | 6,6                       | 39 |
| 25            | 8            | The Gunfighters           | "Johnny Ringo"                 | Rex Tucker            | Donald Cotton                              | 14 de maio de 1966      | Z                | 6,2                       | 36 |
| 25            | 8            | The Gunfighters           | "The O.K. Corral"              | Rex Tucker            | Donald Cotton                              | 21 de maio de 1966      | Z                | 5,7                       | 30 |
| 26            | 9            | The Savages               | "Episode 1"†                   | Christopher Barry     | Ian Stuart Black                           | 28 de maio de 1966      | AA               | 4,8                       | 48 |
| 26            | 9            | The Savages               | "Episode 2"†                   | Christopher Barry     | Ian Stuart Black                           | 4 de junho de 1966      | AA               | 5,6                       | 49 |
| 26            | 9            | The Savages               | "Episode 3"†                   | Christopher Barry     | Ian Stuart Black                           | 11 de junho de 1966     | AA               | 5,0                       | 48 |
| 26            | 9            | The Savages               | "Episode 4"†                   | Christopher Barry     | Ian Stuart Black                           | 18 de junho de 1966     | AA               | 4,5                       | 48 |
| 27            | 10           | The War Machines          | "Episode 1"                    | Michael Ferguson      | Ian Stuart Black                           | 25 de junho de 1966     | BB               | 5,4                       | 49 |
| 27            | 10           | The War Machines          | "Episode 2"                    | Michael Ferguson      | Ian Stuart Black                           | 2 de julho de 1966      | BB               | 4,7                       | 45 |
| 27            | 10           | The War Machines          | "Episode 3"                    | Michael Ferguson      | Ian Stuart Black                           | 9 de julho de 1966      | BB               | 5,3                       | 44 |
| 27            | 10           | The War Machines          | "Episode 4"                    | Michael Ferguson      | Ian Stuart Black                           | 16 de julho de 1966     | BB               | 5,5                       | 39 |

↑† Episódio perdido

#### 4.ª temporada (1966–1967)
| História n.º. | N.º na temp. | Título do serial | Título dos episódios | Dirigido por   | Escrito por              | Exibição original      | Cód. de produção | Audiência no RU (milhões) | AI |
| ------------- | ------------ | ---------------- | -------------------- | -------------- | ------------------------ | ---------------------- | ---------------- | ------------------------- | -- |
| 28            | 1            | The Smugglers    | "Episode 1"†         | Julia Smith    | Brian Hayles             | 10 de setembro de 1966 | CC               | 4,3                       | 47 |
| 28            | 1            | The Smugglers    | "Episode 2"†         | Julia Smith    | Brian Hayles             | 17 de setembro de 1966 | CC               | 4,9                       | 45 |
| 28            | 1            | The Smugglers    | "Episode 3"†         | Julia Smith    | Brian Hayles             | 24 de setembro de 1966 | CC               | 4,2                       | 43 |
| 28            | 1            | The Smugglers    | "Episode 4"†         | Julia Smith    | Brian Hayles             | 1 de outubro de 1966   | CC               | 4,5                       | 43 |
| 29            | 2            | The Tenth Planet | "Episode 1"          | Derek Martinus | Kit Pedler               | 8 de outubro de 1966   | DD               | 5,5                       | 50 |
| 29            | 2            | The Tenth Planet | "Episode 2"          | Derek Martinus | Kit Pedler               | 15 de outubro de 1966  | DD               | 6,4                       | 48 |
| 29            | 2            | The Tenth Planet | "Episode 3"          | Derek Martinus | Kit Pedler e Gerry Davis | 22 de outubro de 1966  | DD               | 7,6                       | 48 |
| 29            | 2            | The Tenth Planet | "Episode 4"†         | Derek Martinus | Kit Pedler e Gerry Davis | 29 de outubro de 1966  | DD               | 7,5                       | 47 |

↑† Episódio perdido

### Segundo Doutor

#### 4.ª temporada (1966–1967)
| História n.º. | N.º na temp. | Título do serial        | Título dos episódios | Dirigido por      | Escrito por                 | Exibição original       | Cód. de produção | Audiência no RU (milhões) | AI |
| ------------- | ------------ | ----------------------- | -------------------- | ----------------- | --------------------------- | ----------------------- | ---------------- | ------------------------- | -- |
| 30            | 3            | The Power of the Daleks | "Episode One"†       | Christopher Barry | David Whitaker              | 5 de novembro de 1966   | EE               | 7,9                       | 43 |
| 30            | 3            | The Power of the Daleks | "Episode Two"†       | Christopher Barry | David Whitaker              | 12 de novembro de 1966  | EE               | 7,8                       | 45 |
| 30            | 3            | The Power of the Daleks | "Episode Three"†     | Christopher Barry | David Whitaker              | 19 de novembro de 1966  | EE               | 7,5                       | 44 |
| 30            | 3            | The Power of the Daleks | "Episode Four"†      | Christopher Barry | David Whitaker              | 26 de novembro de 1966  | EE               | 7,8                       | 47 |
| 30            | 3            | The Power of the Daleks | "Episode Five"†      | Christopher Barry | David Whitaker              | 3 de dezembro de 1966   | EE               | 8,0                       | 48 |
| 30            | 3            | The Power of the Daleks | "Episode Six"†       | Christopher Barry | David Whitaker              | 10 de dezembro de 1966  | EE               | 7,8                       | 47 |
| 31            | 4            | The Highlanders         | "Episode 1"†         | Hugh David        | Elwyn Jones e Gerry Davis   | 17 de dezembro de 1966  | FF               | 6,7                       | 47 |
| 31            | 4            | The Highlanders         | "Episode 2"†         | Hugh David        | Elwyn Jones e Gerry Davis   | 24 de dezembro de 1966  | FF               | 6,8                       | 46 |
| 31            | 4            | The Highlanders         | "Episode 3"†         | Hugh David        | Elwyn Jones e Gerry Davis   | 31 de dezembro de 1966  | FF               | 7,4                       | 47 |
| 31            | 4            | The Highlanders         | "Episode 4"†         | Hugh David        | Elwyn Jones e Gerry Davis   | 7 de janeiro de 1967    | FF               | 7,3                       | 47 |
| 32            | 5            | The Underwater Menace   | "Episode 1"†         | Julia Smith       | Geoffrey Orme               | 14 de janeiro de 1967   | GG               | 8,3                       | 48 |
| 32            | 5            | The Underwater Menace   | "Episode 2"          | Julia Smith       | Geoffrey Orme               | 21 de janeiro de 1967   | GG               | 7,5                       | 46 |
| 32            | 5            | The Underwater Menace   | "Episode 3"          | Julia Smith       | Geoffrey Orme               | 28 de janeiro de 1967   | GG               | 7,1                       | 45 |
| 32            | 5            | The Underwater Menace   | "Episode 4"†         | Julia Smith       | Geoffrey Orme               | 4 de fevereiro de 1967  | GG               | 7,0                       | 47 |
| 33            | 6            | The Moonbase            | "Episode 1"†         | Morris Barry      | Kit Pedler                  | 11 de fevereiro de 1967 | HH               | 8,1                       | 50 |
| 33            | 6            | The Moonbase            | "Episode 2"          | Morris Barry      | Kit Pedler                  | 18 de fevereiro de 1967 | HH               | 8,9                       | 49 |
| 33            | 6            | The Moonbase            | "Episode 3"†         | Morris Barry      | Kit Pedler                  | 25 de fevereiro de 1967 | HH               | 8,2                       | 53 |
| 33            | 6            | The Moonbase            | "Episode 4"          | Morris Barry      | Kit Pedler                  | 4 de março de 1967      | HH               | 8,1                       | 58 |
| 34            | 7            | The Macra Terror        | "Episode 1"†         | John Davies       | Ian Stuart Black            | 11 de março de 1967     | JJ               | 8,0                       | 50 |
| 34            | 7            | The Macra Terror        | "Episode 2"†         | John Davies       | Ian Stuart Black            | 18 de março de 1967     | JJ               | 7,9                       | 48 |
| 34            | 7            | The Macra Terror        | "Episode 3"†         | John Davies       | Ian Stuart Black            | 25 de março de 1967     | JJ               | 8,5                       | 52 |
| 34            | 7            | The Macra Terror        | "Episode 4"†         | John Davies       | Ian Stuart Black            | 1 de abril de 1967      | JJ               | 8,4                       | 49 |
| 35            | 8            | The Faceless Ones       | "Episode 1"          | Gerry Mill        | David Ellis e Malcolm Hulke | 8 de abril de 1967      | KK               | 8,0                       | 51 |
| 35            | 8            | The Faceless Ones       | "Episode 2"†         | Gerry Mill        | David Ellis e Malcolm Hulke | 15 de abril de 1967     | KK               | 6,4                       | 50 |
| 35            | 8            | The Faceless Ones       | "Episode 3"          | Gerry Mill        | David Ellis e Malcolm Hulke | 22 de abril de 1967     | KK               | 7,9                       | 53 |
| 35            | 8            | The Faceless Ones       | "Episode 4"†         | Gerry Mill        | David Ellis e Malcolm Hulke | 29 de abril de 1967     | KK               | 6,9                       | 55 |
| 35            | 8            | The Faceless Ones       | "Episode 5"†         | Gerry Mill        | David Ellis e Malcolm Hulke | 6 de maio de 1967       | KK               | 7,1                       | 55 |
| 35            | 8            | The Faceless Ones       | "Episode 6"†         | Gerry Mill        | David Ellis e Malcolm Hulke | 13 de maio de 1967      | KK               | 8,0                       | 52 |
| 36            | 9            | The Evil of the Daleks  | "Episode 1"†         | Derek Martinus    | David Whitaker              | 20 de maio de 1967      | LL               | 8,1                       | 51 |
| 36            | 9            | The Evil of the Daleks  | "Episode 2"          | Derek Martinus    | David Whitaker              | 27 de maio de 1967      | LL               | 7,5                       | 51 |
| 36            | 9            | The Evil of the Daleks  | "Episode 3"†         | Derek Martinus    | David Whitaker              | 3 de junho de 1967      | LL               | 6,1                       | 52 |
| 36            | 9            | The Evil of the Daleks  | "Episode 4"†         | Derek Martinus    | David Whitaker              | 10 de junho de 1967     | LL               | 5,3                       | 51 |
| 36            | 9            | The Evil of the Daleks  | "Episode 5"†         | Derek Martinus    | David Whitaker              | 17 de junho de 1967     | LL               | 5,1                       | 53 |
| 36            | 9            | The Evil of the Daleks  | "Episode 6"†         | Derek Martinus    | David Whitaker              | 24 de junho de 1967     | LL               | 6,8                       | 49 |
| 36            | 9            | The Evil of the Daleks  | "Episode 7"†         | Derek Martinus    | David Whitaker              | 1 de julho de 1967      | LL               | 6,1                       | 56 |

↑† Episódio perdido

#### 5.ª temporada (1967–1968)
| História n.º. | N.º na temp. | Título do serial         | Título dos episódios | Dirigido por        | Escrito por                            | Exibição original       | Cód. de produção | Audiência no RU (milhões) | AI |
| ------------- | ------------ | ------------------------ | -------------------- | ------------------- | -------------------------------------- | ----------------------- | ---------------- | ------------------------- | -- |
| 37            | 1            | The Tomb of the Cybermen | "Episode 1"          | Morris Barry        | Kit Pedler e Gerry Davis               | 2 de setembro de 1967   | MM               | 6,0                       | 53 |
| 37            | 1            | The Tomb of the Cybermen | "Episode 2"          | Morris Barry        | Kit Pedler e Gerry Davis               | 9 de setembro de 1967   | MM               | 6,4                       | 52 |
| 37            | 1            | The Tomb of the Cybermen | "Episode 3"          | Morris Barry        | Kit Pedler e Gerry Davis               | 16 de setembro de 1967  | MM               | 7,2                       | 49 |
| 37            | 1            | The Tomb of the Cybermen | "Episode 4"          | Morris Barry        | Kit Pedler e Gerry Davis               | 23 de setembro de 1967  | MM               | 7,4                       | 50 |
| 38            | 2            | The Abominable Snowmen   | "Episode One"†       | Gerald Blake        | Mervyn Haisman e Henry Lincoln         | 30 de setembro de 1967  | NN               | 6,3                       | 50 |
| 38            | 2            | The Abominable Snowmen   | "Episode Two"        | Gerald Blake        | Mervyn Haisman e Henry Lincoln         | 7 de outubro de 1967    | NN               | 6,0                       | 52 |
| 38            | 2            | The Abominable Snowmen   | "Episode Three"†     | Gerald Blake        | Mervyn Haisman e Henry Lincoln         | 14 de outubro de 1967   | NN               | 7,1                       | 51 |
| 38            | 2            | The Abominable Snowmen   | "Episode Four"†      | Gerald Blake        | Mervyn Haisman e Henry Lincoln         | 21 de outubro de 1967   | NN               | 7,1                       | 50 |
| 38            | 2            | The Abominable Snowmen   | "Episode Five"†      | Gerald Blake        | Mervyn Haisman e Henry Lincoln         | 28 de outubro de 1967   | NN               | 7,2                       | 51 |
| 38            | 2            | The Abominable Snowmen   | "Episode Six"†       | Gerald Blake        | Mervyn Haisman e Henry Lincoln         | 4 de novembro de 1967   | NN               | 7,4                       | 52 |
| 39            | 3            | The Ice Warriors         | "One"                | Derek Martinus      | Brian Hayles                           | 11 de novembro de 1967  | OO               | 6,7                       | 52 |
| 39            | 3            | The Ice Warriors         | "Two"†               | Derek Martinus      | Brian Hayles                           | 18 de novembro de 1967  | OO               | 7,1                       | 52 |
| 39            | 3            | The Ice Warriors         | "Three"†             | Derek Martinus      | Brian Hayles                           | 25 de novembro de 1967  | OO               | 7,4                       | 51 |
| 39            | 3            | The Ice Warriors         | "Four"               | Derek Martinus      | Brian Hayles                           | 2 de dezembro de 1967   | OO               | 7,3                       | 51 |
| 39            | 3            | The Ice Warriors         | "Five"               | Derek Martinus      | Brian Hayles                           | 9 de dezembro de 1967   | OO               | 8,0                       | 50 |
| 39            | 3            | The Ice Warriors         | "Six"                | Derek Martinus      | Brian Hayles                           | 16 de dezembro de 1967  | OO               | 7,5                       | 51 |
| 40            | 4            | The Enemy of the World   | "Episode 1"          | Barry Letts         | David Whitaker                         | 23 de dezembro de 1967  | PP               | 6,8                       | 50 |
| 40            | 4            | The Enemy of the World   | "Episode 2"          | Barry Letts         | David Whitaker                         | 30 de dezembro de 1967  | PP               | 7,6                       | 49 |
| 40            | 4            | The Enemy of the World   | "Episode 3"          | Barry Letts         | David Whitaker                         | 6 de janeiro de 1968    | PP               | 7,1                       | 48 |
| 40            | 4            | The Enemy of the World   | "Episode 4"          | Barry Letts         | David Whitaker                         | 13 de janeiro de 1968   | PP               | 7,8                       | 49 |
| 40            | 4            | The Enemy of the World   | "Episode 5"          | Barry Letts         | David Whitaker                         | 20 de janeiro de 1968   | PP               | 6,9                       | 49 |
| 40            | 4            | The Enemy of the World   | "Episode 6"          | Barry Letts         | David Whitaker                         | 27 de janeiro de 1968   | PP               | 8,3                       | 52 |
| 41            | 5            | The Web of Fear          | "Episode 1"          | Douglas Camfield    | Mervyn Haisman e Henry Lincoln         | 3 de fevereiro de 1968  | QQ               | 7,2                       | 54 |
| 41            | 5            | The Web of Fear          | "Episode 2"          | Douglas Camfield    | Mervyn Haisman e Henry Lincoln         | 10 de fevereiro de 1968 | QQ               | 6,8                       | 53 |
| 41            | 5            | The Web of Fear          | "Episode 3"†         | Douglas Camfield    | Mervyn Haisman e Henry Lincoln         | 17 de fevereiro de 1968 | QQ               | 7,0                       | 51 |
| 41            | 5            | The Web of Fear          | "Episode 4"          | Douglas Camfield    | Mervyn Haisman e Henry Lincoln         | 24 de fevereiro de 1968 | QQ               | 8,4                       | 53 |
| 41            | 5            | The Web of Fear          | "Episode 5"          | Douglas Camfield    | Mervyn Haisman e Henry Lincoln         | 2 de março de 1968      | QQ               | 8,0                       | 55 |
| 41            | 5            | The Web of Fear          | "Episode 6"          | Douglas Camfield    | Mervyn Haisman e Henry Lincoln         | 9 de março de 1968      | QQ               | 8,3                       | 55 |
| 42            | 6            | Fury from the Deep       | "Episode 1"†         | Hugh David          | Victor Pemberton                       | 16 de março de 1968     | RR               | 8,2                       | 55 |
| 42            | 6            | Fury from the Deep       | "Episode 2"†         | Hugh David          | Victor Pemberton                       | 23 de março de 1968     | RR               | 7,9                       | 55 |
| 42            | 6            | Fury from the Deep       | "Episode 3"†         | Hugh David          | Victor Pemberton                       | 30 de março de 1968     | RR               | 7,7                       | 56 |
| 42            | 6            | Fury from the Deep       | "Episode 4"†         | Hugh David          | Victor Pemberton                       | 6 de abril de 1968      | RR               | 6,6                       | 56 |
| 42            | 6            | Fury from the Deep       | "Episode 5"†         | Hugh David          | Victor Pemberton                       | 13 de abril de 1968     | RR               | 5,9                       | 56 |
| 42            | 6            | Fury from the Deep       | "Episode 6"†         | Hugh David          | Victor Pemberton                       | 20 de abril de 1968     | RR               | 6,9                       | 57 |
| 43            | 7            | The Wheel in Space       | "Episode 1"†         | Tristan DeVere Cole | David Whitaker e Kit Pedler (história) | 27 de abril de 1968     | SS               | 7,2                       | 57 |
| 43            | 7            | The Wheel in Space       | "Episode 2"†         | Tristan DeVere Cole | David Whitaker e Kit Pedler (história) | 4 de maio de 1968       | SS               | 6,9                       | 60 |
| 43            | 7            | The Wheel in Space       | "Episode 3"          | Tristan DeVere Cole | David Whitaker e Kit Pedler (história) | 11 de maio de 1968      | SS               | 7,5                       | 55 |
| 43            | 7            | The Wheel in Space       | "Episode 4"†         | Tristan DeVere Cole | David Whitaker e Kit Pedler (história) | 18 de maio de 1968      | SS               | 8,6                       | 56 |
| 43            | 7            | The Wheel in Space       | "Episode 5"†         | Tristan DeVere Cole | David Whitaker e Kit Pedler (história) | 25 de maio de 1968      | SS               | 6,8                       | 57 |
| 43            | 7            | The Wheel in Space       | "Episode 6"          | Tristan DeVere Cole | David Whitaker e Kit Pedler (história) | 1 de junho de 1968      | SS               | 6,5                       | 62 |

↑† Episódio perdido

#### 6.ª temporada (1968–1969)
| História n.º. | N.º na temp. | Título do serial   | Título dos episódios | Dirigido por                            | Escrito por                                     | Exibição original       | Cód. de produção | Audiência no RU (milhões) | AI |
| ------------- | ------------ | ------------------ | -------------------- | --------------------------------------- | ----------------------------------------------- | ----------------------- | ---------------- | ------------------------- | -- |
| 44            | 1            | The Dominators     | "Episode 1"          | Morris Barry                            | "Norman Ashby" (Mervyn Haisman e Henry Lincoln) | 10 de agosto de 1968    | TT               | 6,1                       | 52 |
| 44            | 1            | The Dominators     | "Episode 2"          | Morris Barry                            | "Norman Ashby" (Mervyn Haisman e Henry Lincoln) | 17 de agosto de 1968    | TT               | 5,9                       | 55 |
| 44            | 1            | The Dominators     | [Episode 3]          | Morris Barry                            | "Norman Ashby" (Mervyn Haisman e Henry Lincoln) | 24 de agosto de 1968    | TT               | 5,4                       | 55 |
| 44            | 1            | The Dominators     | "Episode 4"          | Morris Barry                            | "Norman Ashby" (Mervyn Haisman e Henry Lincoln) | 31 de agosto de 1968    | TT               | 7,5                       | 51 |
| 44            | 1            | The Dominators     | "Episode 5"          | Morris Barry                            | "Norman Ashby" (Mervyn Haisman e Henry Lincoln) | 7 de setembro de 1968   | TT               | 5,9                       | 53 |
| 45            | 2            | The Mind Robber    | "Episode 1"          | David Maloney                           | Derrick Sherwin (não-creditado)                 | 14 de setembro de 1968  | UU               | 6,6                       | 51 |
| 45            | 2            | The Mind Robber    | "Episode 2"          | David Maloney                           | Peter Ling                                      | 21 de setembro de 1968  | UU               | 6,5                       | 49 |
| 45            | 2            | The Mind Robber    | "Episode 3"          | David Maloney                           | Peter Ling                                      | 28 de setembro de 1968  | UU               | 7,2                       | 53 |
| 45            | 2            | The Mind Robber    | "Episode 4"          | David Maloney                           | Peter Ling                                      | 5 de outubro de 1968    | UU               | 7,3                       | 56 |
| 45            | 2            | The Mind Robber    | "Episode 5"          | David Maloney                           | Peter Ling                                      | 12 de outubro de 1968   | UU               | 6,7                       | 49 |
| 46            | 3            | The Invasion       | "Episode One"†       | Derrick Sherwin e Kit Pedler (história) | Douglas Camfield                                | 2 de novembro de 1968   | VV               | 7,3                       | 55 |
| 46            | 3            | The Invasion       | "Episode Two"        | Derrick Sherwin e Kit Pedler (história) | Douglas Camfield                                | 9 de novembro de 1968   | VV               | 7,1                       | 53 |
| 46            | 3            | The Invasion       | "Episode Three"      | Derrick Sherwin e Kit Pedler (história) | Douglas Camfield                                | 16 de novembro de 1968  | VV               | 7,1                       | 54 |
| 46            | 3            | The Invasion       | "Episode Four"†      | Derrick Sherwin e Kit Pedler (história) | Douglas Camfield                                | 23 de novembro de 1968  | VV               | 6,4                       | 51 |
| 46            | 3            | The Invasion       | "Episode Five"       | Derrick Sherwin e Kit Pedler (história) | Douglas Camfield                                | 30 de novembro de 1968  | VV               | 6,7                       | 52 |
| 46            | 3            | The Invasion       | "Episode Six"        | Derrick Sherwin e Kit Pedler (história) | Douglas Camfield                                | 7 de dezembro de 1968   | VV               | 6,5                       | 56 |
| 46            | 3            | The Invasion       | "Episode Seven"      | Derrick Sherwin e Kit Pedler (história) | Douglas Camfield                                | 14 de dezembro de 1968  | VV               | 7,2                       | 55 |
| 46            | 3            | The Invasion       | "Episode Eight"      | Derrick Sherwin e Kit Pedler (história) | Douglas Camfield                                | 21 de dezembro de 1968  | VV               | 7,0                       | 53 |
| 47            | 4            | The Krotons        | "Episode One"        | David Maloney                           | Robert Holmes                                   | 28 de dezembro de 1968  | WW               | 9,0                       | 59 |
| 47            | 4            | The Krotons        | "Episode Two"        | David Maloney                           | Robert Holmes                                   | 4 de janeiro de 1969    | WW               | 8,4                       | 57 |
| 47            | 4            | The Krotons        | "Episode Three"      | David Maloney                           | Robert Holmes                                   | 11 de janeiro de 1969   | WW               | 7,5                       | 56 |
| 47            | 4            | The Krotons        | "Episode Four"       | David Maloney                           | Robert Holmes                                   | 18 de janeiro de 1969   | WW               | 7,1                       | 55 |
| 48            | 5            | The Seeds of Death | "Episode One"        | Michael Ferguson                        | Brian Hayles                                    | 25 de janeiro de 1969   | XX               | 6,6                       | 57 |
| 48            | 5            | The Seeds of Death | "Episode Two"        | Michael Ferguson                        | Brian Hayles                                    | 1 de fevereiro de 1969  | XX               | 6,8                       | 59 |
| 48            | 5            | The Seeds of Death | "Episode Three"      | Michael Ferguson                        | Brian Hayles e Terrance Dicks (não-creditado)   | 8 de fevereiro de 1969  | XX               | 7,5                       | 55 |
| 48            | 5            | The Seeds of Death | "Episode Four"       | Michael Ferguson                        | Brian Hayles e Terrance Dicks (não-creditado)   | 15 de fevereiro de 1969 | XX               | 7,1                       | 55 |
| 48            | 5            | The Seeds of Death | "Episode Five"       | Michael Ferguson                        | Brian Hayles e Terrance Dicks (não-creditado)   | 22 de fevereiro de 1969 | XX               | 7,6                       | 57 |
| 48            | 5            | The Seeds of Death | "Episode Six"        | Michael Ferguson                        | Brian Hayles e Terrance Dicks (não-creditado)   | 1 de março de 1969      | XX               | 7,7                       | 59 |
| 49            | 6            | The Space Pirates  | "Episode One"†       | Michael Hart                            | Robert Holmes                                   | 8 de março de 1969      | YY               | 5,8                       | 57 |
| 49            | 6            | The Space Pirates  | "Episode Two"        | Michael Hart                            | Robert Holmes                                   | 15 de março de 1969     | YY               | 6,8                       | 52 |
| 49            | 6            | The Space Pirates  | "Episode Three"†     | Michael Hart                            | Robert Holmes                                   | 22 de março de 1969     | YY               | 6,4                       | 55 |
| 49            | 6            | The Space Pirates  | "Episode Four"†      | Michael Hart                            | Robert Holmes                                   | 29 de março de 1969     | YY               | 5,8                       | 53 |
| 49            | 6            | The Space Pirates  | "Episode Five"†      | Michael Hart                            | Robert Holmes                                   | 5 de abril de 1969      | YY               | 5,5                       | 56 |
| 49            | 6            | The Space Pirates  | "Episode Six"†       | Michael Hart                            | Robert Holmes                                   | 12 de abril de 1969     | YY               | 5,3                       | 52 |
| 50            | 7            | The War Games      | "Episode One"        | David Maloney                           | Terrance Dicks e Malcolm Hulke                  | 19 de abril de 1969     | ZZ               | 5,5                       | 55 |
| 50            | 7            | The War Games      | "Episode Two"        | David Maloney                           | Terrance Dicks e Malcolm Hulke                  | 26 de abril de 1969     | ZZ               | 6,3                       | 54 |
| 50            | 7            | The War Games      | "Episode Three"      | David Maloney                           | Terrance Dicks e Malcolm Hulke                  | 3 de maio de 1969       | ZZ               | 5,1                       | 53 |
| 50            | 7            | The War Games      | "Episode Four"       | David Maloney                           | Terrance Dicks e Malcolm Hulke                  | 10 de maio de 1969      | ZZ               | 5,7                       | 50 |
| 50            | 7            | The War Games      | "Episode Five"       | David Maloney                           | Terrance Dicks e Malcolm Hulke                  | 17 de maio de 1969      | ZZ               | 5,1                       | 53 |
| 50            | 7            | The War Games      | "Episode Six"        | David Maloney                           | Terrance Dicks e Malcolm Hulke                  | 24 de maio de 1969      | ZZ               | 4,2                       | 53 |
| 50            | 7            | The War Games      | "Episode Seven"      | David Maloney                           | Terrance Dicks e Malcolm Hulke                  | 31 de maio de 1969      | ZZ               | 4,9                       | 53 |
| 50            | 7            | The War Games      | "Episode Eight"      | David Maloney                           | Terrance Dicks e Malcolm Hulke                  | 7 de junho de 1969      | ZZ               | 3,5                       | 53 |
| 50            | 7            | The War Games      | "Episode Nine"       | David Maloney                           | Terrance Dicks e Malcolm Hulke                  | 14 de junho de 1969     | ZZ               | 4,1                       | 57 |
| 50            | 7            | The War Games      | "Episode Ten"        | David Maloney                           | Terrance Dicks e Malcolm Hulke                  | 21 de junho de 1969     | ZZ               | 5,0                       | 58 |

↑† Episódio perdido

### Terceiro Doutor

#### 7.ª temporada (1970)
| História n.º. | N.º na temp. | Título do serial                                            | Título dos episódios | Dirigido por                                   | Escrito por                                    | Exibição original       | Cód. de produção | Audiência no RU (milhões) | AI |
| ------------- | ------------ | ----------------------------------------------------------- | -------------------- | ---------------------------------------------- | ---------------------------------------------- | ----------------------- | ---------------- | ------------------------- | -- |
| 51            | 1            | Spearhead from Space                                        | "Episode 1"          | Derek Martinus                                 | Robert Holmes                                  | 3 de janeiro de 1970    | AAA              | 8,4                       | 54 |
| 51            | 1            | Spearhead from Space                                        | "Episode 2"          | Derek Martinus                                 | Robert Holmes                                  | 10 de janeiro de 1970   | AAA              | 8,1                       | —  |
| 51            | 1            | Spearhead from Space                                        | "Episode 3"          | Derek Martinus                                 | Robert Holmes                                  | 17 de janeiro de 1970   | AAA              | 8,3                       | —  |
| 51            | 1            | Spearhead from Space                                        | "Episode 4"          | Derek Martinus                                 | Robert Holmes                                  | 24 de janeiro de 1970   | AAA              | 8,1                       | 57 |
| 52            | 2            | Doctor Who and the Silurians Doctor Who e os Silurians (BR) | "Episode 1"          | Timothy Combe                                  | Malcolm Hulke                                  | 31 de janeiro de 1970   | BBB              | 8,8                       | 58 |
| 52            | 2            | Doctor Who and the Silurians Doctor Who e os Silurians (BR) | "Episode 2"          | Timothy Combe                                  | Malcolm Hulke                                  | 7 de fevereiro de 1970  | BBB              | 7,3                       | 58 |
| 52            | 2            | Doctor Who and the Silurians Doctor Who e os Silurians (BR) | "Episode 3"          | Timothy Combe                                  | Malcolm Hulke                                  | 14 de fevereiro de 1970 | BBB              | 7,5                       | 57 |
| 52            | 2            | Doctor Who and the Silurians Doctor Who e os Silurians (BR) | "Episode 4"          | Timothy Combe                                  | Malcolm Hulke                                  | 21 de fevereiro de 1970 | BBB              | 8,2                       | 60 |
| 52            | 2            | Doctor Who and the Silurians Doctor Who e os Silurians (BR) | "Episode 5"          | Timothy Combe                                  | Malcolm Hulke                                  | 28 de fevereiro de 1970 | BBB              | 7,5                       | 58 |
| 52            | 2            | Doctor Who and the Silurians Doctor Who e os Silurians (BR) | "Episode 6"          | Timothy Combe                                  | Malcolm Hulke                                  | 7 de março de 1970      | BBB              | 7,2                       | 57 |
| 52            | 2            | Doctor Who and the Silurians Doctor Who e os Silurians (BR) | "Episode 7"          | Timothy Combe                                  | Malcolm Hulke                                  | 14 de março de 1970     | BBB              | 7,5                       | 58 |
| 53            | 3            | The Ambassadors of Death                                    | "Episode 1"          | Michael Ferguson                               | David Whitaker e Trevor Ray (não creditado)    | 21 de março de 1970     | CCC              | 7,1                       | 60 |
| 53            | 3            | The Ambassadors of Death                                    | "Episode 2"          | Michael Ferguson                               | David Whitaker e Malcolm Hulke (não creditado) | 28 de março de 1970     | CCC              | 7,6                       | 61 |
| 53            | 3            | The Ambassadors of Death                                    | "Episode 3"          | Michael Ferguson                               | David Whitaker e Malcolm Hulke (não creditado) | 4 de abril de 1970      | CCC              | 8,0                       | 59 |
| 53            | 3            | The Ambassadors of Death                                    | "Episode 4"          | Michael Ferguson                               | Malcolm Hulke (crédito para David Whitaker)    | 11 de abril de 1970     | CCC              | 9,3                       | 58 |
| 53            | 3            | The Ambassadors of Death                                    | "Episode 5"          | Michael Ferguson                               | Malcolm Hulke (crédito para David Whitaker)    | 18 de abril de 1970     | CCC              | 7,1                       | —  |
| 53            | 3            | The Ambassadors of Death                                    | "Episode 6"          | Michael Ferguson                               | Malcolm Hulke (crédito para David Whitaker)    | 25 de abril de 1970     | CCC              | 6,9                       | 61 |
| 53            | 3            | The Ambassadors of Death                                    | "Episode 7"          | Michael Ferguson                               | Malcolm Hulke (crédito para David Whitaker)    | 2 de maio de 1970       | CCC              | 6,4                       | 62 |
| 54            | 4            | Inferno                                                     | "Episode 1"          | Douglas Camfield                               | Don Houghton                                   | 9 de maio de 1970       | DDD              | 5,7                       | 61 |
| 54            | 4            | Inferno                                                     | "Episode 2"          | Douglas Camfield                               | Don Houghton                                   | 16 de maio de 1970      | DDD              | 5,9                       | 61 |
| 54            | 4            | Inferno                                                     | "Episode 3"          | Douglas Camfield e Barry Letts (não creditado) | Don Houghton                                   | 23 de maio de 1970      | DDD              | 4,8                       | 60 |
| 54            | 4            | Inferno                                                     | "Episode 4"          | Douglas Camfield e Barry Letts (não creditado) | Don Houghton                                   | 30 de maio de 1970      | DDD              | 6,0                       | 60 |
| 54            | 4            | Inferno                                                     | "Episode 5"          | Douglas Camfield e Barry Letts (não creditado) | Don Houghton                                   | 6 de junho de 1970      | DDD              | 5,4                       | —  |
| 54            | 4            | Inferno                                                     | "Episode 6"          | Douglas Camfield e Barry Letts (não creditado) | Don Houghton                                   | 13 de junho de 1970     | DDD              | 6,7                       | 58 |
| 54            | 4            | Inferno                                                     | "Episode 7"          | Douglas Camfield e Barry Letts (não creditado) | Don Houghton                                   | 20 de junho de 1970     | DDD              | 5,5                       | 60 |

#### 8.ª temporada (1971)
| História | Serial | Título                                        | Dirigido por      | Escrito por                               | Exibição original | Cód. de produção | Audiência no Reino Unido (milhões) | AI |
| -------- | ------ | --------------------------------------------- | ----------------- | ----------------------------------------- | --- | ---------------- | ---------------------------------- | -- |
| 55       | 1      | Terror of the Autons O Terror dos Autons (BR) | Barry Letts       | Robert Holmes                             | 2 de janeiro de 19719 de janeiro de 197116 de janeiro de 197123 de janeiro de 1971                                                 | EEE              | 7,38,08,18,4                       | —  |
| 56       | 2      | The Mind of Evil                              | Timothy Combe     | Don Houghton                              | 30 de janeiro de 19716 de fevereiro de 197113 de fevereiro de 197120 de fevereiro de 197127 de fevereiro de 19716 de março de 1971 | FFF              | 6,18,87,57,47,67,3                 | —  |
| 57       | 3      | The Claws of Axos                             | Michael Ferguson  | Bob Baker e Dave Martin                   | 13 de março de 197120 de março de 197127 de março de 19713 de abril de 1971                                                        | GGG              | 7,38,06,47,8                       | —  |
| 58       | 4      | Colony in Space                               | Michael E. Briant | Malcolm Hulke                             | 10 de abril de 197117 de abril de 197124 de abril de 19711 de maio de 19718 de maio de 197115 de maio de 1971                      | HHH              | 7,68,59,58,18,88,7                 | —  |
| 59       | 5      | The Dæmons                                    | Christopher Barry | Guy Leopold (Robert Sloman e Barry Letts) | 22 de maio de 197129 de maio de 19715 de junho de 197112 de junho de 197119 de junho de 1971                                       | JJJ              | 9,28,08,18,3                       | —  |

#### 9.ª temporada (1972)
| História | Serial | Título               | Dirigido por      | Escrito por                 | Exibição original | Cód. de produção | Audiência no Reino Unido (milhões) | AI |
| -------- | ------ | -------------------- | ----------------- | --------------------------- | --- | ---------------- | ---------------------------------- | -- |
| 60       | 1      | Day of the Daleks    | Paul Bernard      | Louis Marks                 | 1 de janeiro de 19728 de janeiro de 197215 de janeiro de 197222 de janeiro de 1972                                   | KKK              | 9,810,49,1                         | —  |
| 61       | 2      | The Curse of Peladon | Lennie Mayne      | Brian Hayles                | 29 de janeiro de 19725 de fevereiro de 197212 de fevereiro de 197219 de fevereiro de 1972                            | MMM              | 10,311,07,88,4                     | —  |
| 62       | 3      | The Sea Devils       | Michael E. Briant | Malcolm Hulke               | 26 de fevereiro de 19724 de março de 197211 de março de 197218 de março de 197225 de março de 19721 de abril de 1972 | LLL              | 6,49,78,37,88,38,5                 | —  |
| 63       | 4      | The Mutants          | Christopher Barry | Bob Baker e Dave Martin     | 8 de abril de 197215 de abril de 197222 de abril de 197229 de abril de 19726 de maio de 197213 de maio de 1972       | NNN              | 9,17,87,97,57,96,5                 | —  |
| 64       | 5      | The Time Monster     | Paul Bernard      | Robert Sloman e Barry Letts | 20 de maio de 197227 de maio de 19723 de junho de 197210 de junho de 197217 de junho de 197224 de junho de 1972      | OOO              | 7,67,48,17,66,07,6                 | —  |

#### 10.ª temporada (1972–1973)
| História | Serial | Título               | Dirigido por      | Escrito por                 | Exibição original | Cód. de produção | Audiência no Reino Unido (milhões) | AI |
| -------- | ------ | -------------------- | ----------------- | --------------------------- | --- | ---------------- | ---------------------------------- | -- |
| 65       | 1      | The Three Doctors    | Lennie Mayne      | Bob Baker e Dave Martin     | 30 de dezembro de 19726 de janeiro de 197313 de janeiro de 197320 de janeiro de 1973                                  | RRR              | 9,610,88,811,9                     | —  |
| 66       | 2      | Carnival of Monsters | Barry Letts       | Robert Holmes               | 20 de janeiro de 19733 de fevereiro de 197310 de fevereiro de 197317 de fevereiro de 1973                             | PPP              | 9,59,09,2                          | —  |
| 67       | 3      | Frontier in Space    | Paul Bernard      | Malcolm Hulke               | 24 de fevereiro de 19733 de março de 197310 de março de 197317 de março de 197324 de março de 197331 de março de 1973 | QQQ              | 9,17,87,57,17,78,9                 | —  |
| 68       | 4      | Planet of the Daleks | David Maloney     | Terry Nation                | 7 de abril de 197314 de abril de 197321 de abril de 197328 de abril de 19735 de maio de 197312 de maio de 1973        | SSS              | 11,010,710,18,39,78,5              | —  |
| 69       | 5      | The Green Death      | Michael E. Briant | Robert Sloman e Barry Letts | 19 de maio de 197326 de maio de 19732 de junho de 19739 de junho de 197316 de junho de 197323 de junho de 1973        | TTT              | 9,27,27,86,88,37,0                 | —  |

#### 11.ª temporada (1973–1974)
| História | Serial | Título                                   | Dirigido por      | Escrito por                 | Exibição original | Cód. de produção | Audiência no Reino Unido (milhões) | AI        |
| -------- | ------ | ---------------------------------------- | ----------------- | --------------------------- | --- | ---------------- | ---------------------------------- | --------- |
| 70       | 1      | The Time Warrior Guerreiro do Tempo (BR) | Alan Bromly       | Robert Holmes               | 15 de dezembro de 197322 de dezembro de 197329 de dezembro de 19735 de janeiro de 1974                                             | UUU              | 8,77,06,610,6                      | 59—60     |
| 71       | 2      | Invasion of the Dinosaurs                | Paddy Russell     | Malcolm Hulke               | 12 de janeiro de 197419 de janeiro de 197426 de janeiro de 19742 de fevereiro de 19749 de fevereiro de 197416 de fevereiro de 1974 | WWW              | 11,010,111,09,07,5                 | 62—63—62  |
| 72       | 3      | Death to the Daleks                      | Michael E. Briant | Terry Nation                | 23 de fevereiro de 19742 de março de 19749 de março de 197416 de março de 1974                                                     | XXX              | 8,19,510,59,5                      | 61—6162   |
| 73       | 4      | The Monster of Peladon                   | Lennie Mayne      | Brian Hayles                | 23 de março de 197430 de março de 19746 de abril de 197413 de abril de 197420 de abril de 197427 de abril de 1974                  | YYY              | 9,26,87,47,27,58,1                 | —         |
| 74       | 5      | Planet of the Spiders                    | Barry Letts       | Robert Sloman e Barry Letts | 4 de maio de 197411 de maio de 197418 de maio de 197425 de maio de 19741 de junho de 19748 de junho de 1974                        | ZZZ              | 10,18,98,88,29,28,9                | 586057—56 |

### Quarto Doutor

#### 12.ª temporada (1974–1975)
| História | Serial | Título                                         | Dirigido por      | Escrito por             | Exibição original                                                                                                | Cód. de produção | Audiência no Reino Unido (milhões) | AI         |
| -------- | ------ | ---------------------------------------------- | ----------------- | ----------------------- | --- | ---------------- | ---------------------------------- | ---------- |
| 75       | 1      | Robot                                          | Christopher Barry | Terrance Dicks          | 28 de dezembro de 19744 de janeiro de 197511 de janeiro de 197518 de janeiro de 1975                             | 4A               | 10,810,710,19,0                    | 53—51      |
| 76       | 2      | The Ark in Space                               | Rodney Bennett    | Robert Holmes           | 25 de janeiro de 19751 de fevereiro de 19758 de fevereiro de 197515 de fevereiro de 1975                         | 4C               | 9,413,611,210,2                    | —          |
| 77       | 3      | The Sontaran Experiment                        | Rodney Bennett    | Bob Baker e Dave Martin | 22 de fevereiro de 19751 de março de 1975                                                                        | 4B               | 11,010,5                           | —55        |
| 78       | 4      | Genesis of the Daleks A Origem dos Daleks (BR) | David Maloney     | Terry Nation            | 8 de março de 197515 de março de 197522 de março de 197529 de março de 19755 de abril de 197512 de abril de 1975 | 4E               | 10,710,58,58,89,89,1               | —57—585756 |
| 79       | 5      | Revenge of the Cybermen                        | Michael E. Briant | Gerry Davis             | 19 de abril de 197526 de abril de 19753 de maio de 197510 de maio de 1975                                        | 4D               | 9,58,38,99,4                       | 57—58      |

#### 13.ª temporada (1975–1976)
| História | Serial | Título               | Dirigido por      | Escrito por                                    | Exibição original | Cód. de produção | Audiência no Reino Unido (milhões) | AI      |
| -------- | ------ | -------------------- | ----------------- | ---------------------------------------------- | --- | ---------------- | ---------------------------------- | ------- |
| 80       | 1      | Terror of the Zygons | Douglas Camfield  | Robert Banks Stewart                           | 30 de agosto de 19756 de setembro de 197513 de setembro de 197520 de setembro de 1975                                              | 4F               | 8,46,18,27,2                       | 59—54—  |
| 81       | 2      | Planet of Evil       | David Maloney     | Louis Marks                                    | 27 de setembro de 19754 de outubro de 197511 de outubro de 197518 de outubro de 1975                                               | 4H               | 10,49,99,110,1                     | —565754 |
| 82       | 3      | Pyramids of Mars     | Paddy Russell     | Stephen Harris (Lewis Greifer e Robert Holmes) | 25 de outubro de 19751 de novembro de 19758 de novembro de 197515 de novembro de 1975                                              | 4G               | 10,511,39,411,7                    | —60     |
| 83       | 4      | The Android Invasion | Barry Letts       | Terry Nation                                   | 22 de novembro de 197529 de novembro de 19756 de dezembro de 197513 de dezembro de 1975                                            | 4J               | 11,911,312,111,4                   | 58—     |
| 84       | 5      | The Brain of Morbius | Christopher Barry | Robin Bland (Terrance Dicks e Robert Holmes)   | 3 de janeiro de 197610 de janeiro de 197617 de janeiro de 197624 de janeiro de 1976                                                | 4K               | 9,59,310,110,2                     | —57—    |
| 85       | 6      | The Seeds of Doom    | Douglas Camfield  | Robert Banks Stewart                           | 31 de janeiro de 19767 de fevereiro de 197614 de fevereiro de 197621 de fevereiro de 197628 de fevereiro de 19766 de março de 1976 | 4L               | 11,410,311,19,911,5                | 59—     |

#### 14.ª temporada (1976–1977)
| História | Serial | Título (Títulos lusófonos)                                        | Dirigido por      | Escrito por             | Exibição original | Cód. de produção | Audiência no Reino Unido (milhões) | AI      |
| -------- | ------ | ----------------------------------------------------------------- | ----------------- | ----------------------- | --- | ---------------- | ---------------------------------- | ------- |
| 86       | 1      | The Masque of Mandragora                                          | Rodney Bennett    | Louis Marks             | 4 de setembro de 197611 de setembro de 197618 de setembro de 197625 de setembro de 1976                              | 4M               | 8,39,89,210,6                      | 5856—56 |
| 87       | 2      | The Hand of Fear                                                  | Lennie Mayne      | Bob Baker e Dave Martin | 2 de outubro de 19769 de outubro de 197616 de outubro de 197623 de outubro de 1976                                   | 4N               | 10,510,211,112,0                   | —62—    |
| 88       | 3      | The Deadly Assassin                                               | David Maloney     | Robert Holmes           | 30 de outubro de 19766 de novembro de 197613 de novembro de 197620 de novembro de 1976                               | 4P               | 11,812,113,011,8                   | —59—61  |
| 89       | 4      | The Face of Evil                                                  | Pennant Roberts   | Chris Boucher           | 1 de janeiro de 19778 de janeiro de 197715 de janeiro de 197722 de janeiro de 1977                                   | 4Q               | 10,711,111,311,7                   | 61—5960 |
| 90       | 5      | The Robots of Death Os Robôs da Morte (BR) Os Robots Mortais (PT) | Michael E. Briant | Chris Boucher           | 29 de janeiro de 19775 de fevereiro de 197712 de fevereiro de 197719 de fevereiro de 1977                            | 4R               | 9,59,310,110,2                     | —57—    |
| 91       | 6      | The Talons of Weng-Chiang                                         | David Maloney     | Robert Holmes           | 26 de fevereiro de 19775 de março de 197712 de março de 197719 de março de 197726 de março de 19772 de abril de 1977 | 4S               | 11,39,810,211,410,19,3             | —60—58  |

#### 15.ª temporada (1977–1978)
| História | Serial | Título               | Dirigido por          | Escrito por                                  | Exibição original | Cód. de produção | Audiência no Reino Unido (milhões) | AI      |
| -------- | ------ | -------------------- | --------------------- | -------------------------------------------- | --- | ---------------- | ---------------------------------- | ------- |
| 92       | 1      | Horror of Fang Rock  | Paddy Russell         | Terrance Dicks                               | 3 de setembro de 197710 de setembro de 197717 de setembro de 197724 de setembro de 1977                                          | 4V               | 6,87,19,89,9                       | 58—6057 |
| 93       | 2      | The Invisible Enemy  | Derrick Goodwin       | Bob Baker e Dave Martin                      | 1 de outubro de 19778 de outubro de 197715 de outubro de 197722 de outubro de 1977                                               | 4T               | 8,67,37,58,3                       | —60     |
| 94       | 3      | Image of the Fendahl | George Spenton-Foster | Chris Boucher                                | 29 de outubro de 19775 de novembro de 197712 de novembro de 197719 de novembro de 1977                                           | 4X               | 6,77,57,99,1                       | —61     |
| 95       | 4      | The Sun Makers       | Pennant Roberts       | Robert Holmes                                | 26 de novembro de 19773 de dezembro de 197710 de dezembro de 197717 de dezembro de 1977                                          | 4W               | 8,59,58,98,4                       | —6859   |
| 96       | 5      | Underworld           | Norman Stewart        | Bob Baker e Dave Martin                      | 7 de janeiro de 197814 de janeiro de 197821 de janeiro de 197828 de janeiro de 1978                                              | 4Y               | 8,99,18,911,7                      | 65—     |
| 97       | 6      | The Invasion of Time | Gerald Blake          | David Agnew (Graham Williams e Anthony Read) | 4 de fevereiro de 197811 de fevereiro de 197818 de fevereiro de 197825 de fevereiro de 19784 de março de 197811 de março de 1978 | 4Z               | 11,211,49,510,910,39,8             | 56—     |

#### 16.ª temporada (1978–1979)
| História | Serial | Título                | Dirigido por          | Escrito por             | Exibição original | Cód. de produção | Audiência no Reino Unido (milhões) | AI     |
| -------- | ------ | --------------------- | --------------------- | ----------------------- | --- | ---------------- | ---------------------------------- | ------ |
| 98       | 1      | The Ribos Operation   | George Spenton-Foster | Robert Holmes           | 2 de setembro de 19789 de setembro de 197816 de setembro de 197823 de setembro de 1978                                                | 5A               | 8,38,17,98,2                       | 59—67  |
| 99       | 2      | The Pirate Planet     | Pennant Roberts       | Douglas Adams           | 30 de setembro de 19787 de outubro de 197814 de outubro de 197821 de outubro de 1978                                                  | 5B               | 9,17,48,28,4                       | 61—64  |
| 100      | 3      | The Stones of Blood   | Darrol Blake          | David Fisher            | 28 de outubro de 19784 de novembro de 197811 de novembro de 197818 de novembro de 1978                                                | 5C               | 8,66,69,37,6                       | —67    |
| 101      | 4      | The Androids of Tara  | Michael Hayes         | David Fisher            | 25 de novembro de 19782 de dezembro de 19789 de dezembro de 197816 de dezembro de 1978                                                | 5D               | 9,510,18,99,0                      | —65—66 |
| 102      | 5      | The Power of Kroll    | Norman Stewart        | Robert Holmes           | 23 de dezembro de 197830 de dezembro de 19786 de janeiro de 197913 de janeiro de 1979                                                 | 5E               | 6,512,48,99,9                      | —63    |
| 103      | 6      | The Armageddon Factor | Michael Hayes         | Bob Baker e Dave Martin | 20 de janeiro de 197927 de janeiro de 19793 de fevereiro de 197910 de fevereiro de 197917 de fevereiro de 197924 de fevereiro de 1979 | 5F               | 7,58,87,88,69,6                    | 65—66  |

#### 17.ª temporada (1979–1980)
| História | Serial | Título                    | Dirigido por      | Escrito por                                                 | Exibição original                                                                      | Cód. de produção | Audiência no Reino Unido (milhões) | AI      |
| -------- | ------ | ------------------------- | ----------------- | ----------------------------------------------------------- | -------------------------------------------------------------------------------------- | ---------------- | ---------------------------------- | ------- |
| 104      | 1      | Destiny of the Daleks     | Ken Grieve        | Terry Nation                                                | 1 de setembro de 19798 de setembro de 197915 de setembro de 197922 de setembro de 1979 | 5J               | 13,012,713,814,4                   | 67—6364 |
| 105      | 2      | City of Death             | Michael Hayes     | David Agnew (Douglas Adams, Graham Williams e David Fisher) | 29 de setembro de 19796 de outubro de 197913 de outubro de 197920 de outubro de 1979   | 5H               | 12,414,115,416,1                   | —64—64  |
| 106      | 3      | The Creature from the Pit | Christopher Barry | David Fisher                                                | 27 de outubro de 19793 de novembro de 197910 de novembro de 197917 de novembro de 1979 | 5G               | 9,310,810,29,6                     | —67—    |
| 107      | 4      | Nightmare of Eden         | Alan Bromly       | Bob Baker                                                   | 24 de novembro de 19791 de dezembro de 19798 de dezembro de 197915 de dezembro de 1979 | 5K               | 8,79,69,4                          | —65     |
| 108      | 5      | The Horns of Nimon        | Kenny McBain      | Anthony Read                                                | 22 de dezembro de 197929 de dezembro de 19795 de janeiro de 198012 de janeiro de 1980  | 5L               | 6,08,89,810,4                      | —67     |
| —        | 6      | Shada                     | Pennant Roberts   | Douglas Adams                                               | Não exibido                                                                            | 5M               | —                                  | —       |

#### 18.ª temporada (1980–1981)
| História | Serial | Título               | Dirigido por               | Escrito por                      | Exibição original                                                                         | Cód. de produção | Audiência no Reino Unido (milhões) | AI      |
| -------- | ------ | -------------------- | -------------------------- | -------------------------------- | ----------------------------------------------------------------------------------------- | ---------------- | ---------------------------------- | ------- |
| 109      | 1      | The Leisure Hive     | Lovett Bickford            | David Fisher                     | 30 de agosto de 19806 de setembro de 198013 de setembro de 198020 de setembro de 1980     | 5N               | 5,95,04,5                          | —65     |
| 110      | 2      | Meglos               | Michael Hayes              | John Flanagan e Andrew McCulloch | 27 de setembro de 19804 de outubro de 198011 de outubro de 198018 de outubro de 1980      | 5Q               | 5,04,24,7                          | 6164—63 |
| 111      | 3      | Full Circle          | Peter Grimwade             | Andrew Smith                     | 25 de outubro de 19801 de novembro de 19808 de novembro de 198015 de novembro de 1980     | 5R               | 5,93,75,95,4                       | —65     |
| 112      | 4      | State of Decay       | Peter Moffatt              | Terrance Dicks                   | 22 de novembro de 198029 de novembro de 19806 de dezembro de 198013 de dezembro de 1980   | 5P               | 5,85,34,45,4                       | —69     |
| 113      | 5      | Warriors' Gate       | Paul Joyce e Graeme Harper | Stephen Gallagher                | 3 de janeiro de 198110 de janeiro de 198117 de janeiro de 198124 de janeiro de 1981       | 5S               | 7,16,78,37,8                       | 59—59   |
| 114      | 6      | The Keeper of Traken | John Black                 | Johnny Byrne                     | 31 de janeiro de 19817 de fevereiro de 198114 de fevereiro de 198121 de fevereiro de 1981 | 5T               | 7,66,15,26,1                       | —63     |
| 115      | 7      | Logopolis            | Peter Grimwade             | Christopher H. Bidmead           | 28 de fevereiro de 19817 de março de 198114 de março de 198121 de março de 1981           | 5V               | 7,75,86,1                          | —61—65  |

### Quinto Doutor

#### 19.ª temporada (1982)
| História | Serial | Título           | Dirigido por   | Escrito por            | Exibição original                                                                            | Cód. de produção | Audiência no Reino Unido (milhões) | AI |
| -------- | ------ | ---------------- | -------------- | ---------------------- | -------------------------------------------------------------------------------------------- | ---------------- | ---------------------------------- | -- |
| 116      | 1      | Castrovalva      | Fiona Cumming  | Christopher H. Bidmead | 4 de janeiro de 19825 de janeiro de 198211 de janeiro de 198212 de janeiro de 1982           | 5Z               | 9,18,610,210,4                     | —  |
| 117      | 2      | Four to Doomsday | John Black     | Terence Dudley         | 18 de janeiro de 198219 de janeiro de 198225 de janeiro de 198226 de janeiro de 1982         | 5W               | 8,48,88,99,4                       | —  |
| 118      | 3      | Kinda            | Peter Grimwade | Christopher Bailey     | 1 de fevereiro de 19822 de fevereiro de 19828 de fevereiro de 19829 de fevereiro de 1982     | 5Y               | 8,49,48,58,9                       | —  |
| 119      | 4      | The Visitation   | Peter Moffatt  | Eric Saward            | 15 de fevereiro de 198216 de fevereiro de 198222 de fevereiro de 198223 de fevereiro de 1982 | 5X               | 9,19,39,910,1                      | —  |
| 120      | 5      | Black Orchid     | Ron Jones      | Terence Dudley         | 1 de março de 19822 de março de 1982                                                         | 6A               | 9,910,1                            | —  |
| 121      | 6      | Earthshock       | Peter Grimwade | Eric Saward            | 8 de março de 19829 de março de 198215 de março de 198216 de março de 1982                   | 6B               | 9,18,89,89,6                       | —  |
| 122      | 7      | Time-Flight      | Ron Jones      | Peter Grimwade         | 22 de março de 198223 de março de 198229 de março de 198230 de março de 1982                 | 6C               | 10,08,58,98,1                      | —  |

#### 20.ª temporada (1983)
| 123      | 1 | Arc of Infinity   | Ron Jones     | Johnny Byrne       | 3 de janeiro de 19835 de janeiro de 198311 de janeiro de 198312 de janeiro de 1983           | 6E | 7,27,36,97,2 | 69706766 |
| 124      | 2 | Snakedance        | Fiona Cumming | Christopher Bailey | 18 de janeiro de 1983 19 de janeiro de 1983 25 de janeiro de 1983 26 de janeiro de 1983      | 6D | 6,77,76,67,4 | 656667   |
| 125      | 3 | Mawdryn Undead    | Peter Moffatt | Peter Grimwade     | 1 de fevereiro de 19832 de fevereiro de 19838 de fevereiro de 19839 de fevereiro de 1983     | 6F | 6,57,57,47,7 | 67706768 |
| 126      | 4 | Terminus          | Mary Ridge    | Stephen Gallagher  | 15 de fevereiro de 198316 de fevereiro de 198322 de fevereiro de 198323 de fevereiro de 1983 | 6G | 6,87,56,57,4 | 65676467 |
| 127      | 5 | Enlightenment     | Fiona Cumming | Barbara Clegg      | 1 de março de 19832 de março de 19838 de março de 19839 de março de 1983                     | 6H | 6,67,26,27,3 | 67656870 |
| 128      | 6 | The King's Demons | Tony Virgo    | Terence Dudley     | 15 de março de 198316 de março de 1983                                                       | 6J | 5,87,2       | 6563     |
| Especial |   |                   |               |                    |                                                                                              |    |              |          |
| 129      | – | The Five Doctors  | Peter Moffatt | Terrance Dicks     | 25 de novembro de 1983                                                                       | 6K | 7,7          | 75       |

#### 21.ª temporada (1984)
| História | Serial | Título                     | Dirigido por        | Escrito por            | Exibição original                                                                       | Cód. de produção | Audiência no Reino Unido (milhões) | AI       |
| -------- | ------ | -------------------------- | ------------------- | ---------------------- | --------------------------------------------------------------------------------------- | ---------------- | ---------------------------------- | -------- |
| 130      | 1      | Warriors of the Deep       | Pennant Roberts     | Johnny Byrne           | 5 de janeiro de 19846 de janeiro de 198412 de janeiro de 198413 de janeiro de 1984      | 6L               | 7,67,57,36,6                       | 65646265 |
| 131      | 2      | The Awakening              | Michael Owen Morris | Eric Pringle           | 19 de janeiro de 1984 20 de janeiro de 1984                                             | 6M               | 7,96,6                             | 6563     |
| 132      | 3      | Frontios                   | Ron Jones           | Christopher H. Bidmead | 26 de janeiro de 1984 27 de janeiro de 19842 de fevereiro de 19843 de fevereiro de 1984 | 6N               | 8,05,87,85,6                       | 666965   |
| 133      | 4      | Resurrection of the Daleks | Matthew Robinson    | Eric Saward            | 8 de fevereiro de 198415 de fevereiro de 1984                                           | 6P               | 7,38,0                             | 6965     |
| 134      | 5      | Planet of Fire             | Fiona Cumming       | Peter Grimwade         | 23 de fevereiro de 198424 de fevereiro de 19841 de março de 19842 de março de 1984      | 6Q               | 7,46,17,47,0                       | —        |
| 135      | 6      | The Caves of Androzani     | Graeme Harper       | Robert Holmes          | 8 de março de 19849 de março de 198415 de março de 198416 de março de 1984              | 6R               | 6,96,67,8                          | 65—6568  |

### Sexto Doutor

#### 21.ª temporada (1984)
| História | Serial | Título           | Dirigido por  | Escrito por    | Exibição original                                                            | Cód. de produção | Audiência no Reino Unido (milhões) | AI       |
| -------- | ------ | ---------------- | ------------- | -------------- | ---------------------------------------------------------------------------- | ---------------- | ---------------------------------- | -------- |
| 136      | 7      | The Twin Dilemma | Peter Moffatt | Anthony Steven | 22 de março de 198423 de março de 198429 de março de 198430 de março de 1984 | 6S               | 7,67,47,06,3                       | 61665967 |

#### 22.ª temporada (1985)
| História | Serial | Título                   | Dirigido por     | Escrito por      | Exibição original                                                | Cód. de produção | Audiência no Reino Unido (milhões) | AI     |
| -------- | ------ | ------------------------ | ---------------- | ---------------- | ---------------------------------------------------------------- | ---------------- | ---------------------------------- | ------ |
| 137      | 1      | Attack of the Cybermen   | Matthew Robinson | Paula Moore      | 5 de janeiro de 198512 de janeiro de 1985                        | 6T               | 8,97,2                             | 6165   |
| 138      | 2      | Vengeance on Varos       | Ron Jones        | Philip Martin    | 19 de janeiro de 198525 de janeiro de 1985                       | 6V               | 7,27,0                             | 6365   |
| 139      | 3      | The Mark of the Rani     | Sarah Hellings   | Pip e Jane Baker | 2 de fevereiro de 19859 de fevereiro de 1985                     | 6X               | 6,37,3                             | 64     |
| 140      | 4      | The Two Doctors          | Peter Moffatt    | Robert Holmes    | 16 de fevereiro de 198523 de fevereiro de 19852 de março de 1985 | 6W               | 6,66,06,9                          | 656265 |
| 141      | 5      | Timelash                 | Pennant Roberts  | Glen McCoy       | 9 de março de 198516 de março de 1985                            | 6Y               | 6,77,4                             | 6664   |
| 142      | 6      | Revelation of the Daleks | Graeme Harper    | Eric Saward      | 23 de março de 198530 de março de 1985                           | 6Z               | 7,47,7                             | 6765   |

#### 23.ª temporada (1986)
| História | Serial | Título                 | Dirigido por     | Escrito por                     | Exibição original                                                                       | Cód. de produção | Audiência no Reino Unido (milhões) | AI       |
| -------- | ------ | ---------------------- | ---------------- | ------------------------------- | --------------------------------------------------------------------------------------- | ---------------- | ---------------------------------- | -------- |
| 143a     | 1      | The Mysterious Planet  | Nicholas Mallett | Robert Holmes                   | 6 de setembro de 198613 de setembro de 198620 de setembro de 198627 de setembro de 1986 | 7A               | 4,93,93,7                          | 72697072 |
| 143b     | 2      | Mindwarp               | Ron Jones        | Philip Martin                   | 4 de outubro de 198611 de outubro de 198618 de outubro de 198625 de outubro de 1986     | 7B               | 4,84,65,15,0                       | 71696672 |
| 143c     | 3      | Terror of the Vervoids | Chris Clough     | Pip e Jane Baker                | 1 de novembro de 19868 de novembro de 198615 de novembro de 198622 de novembro de 1986  | 7C               | 5,24,65,3                          | 6669     |
| 143d     | 4      | The Ultimate Foe       | Chris Clough     | Robert Holmes, Pip e Jane Baker | 29 de novembro de 19866 de dezembro de 1986                                             | 7C               | 4,45,6                             | 69       |

### Sétimo Doutor

#### 24.ª temporada (1987)
| História | Serial | Título                  | Dirigido por     | Escrito por      | Exibição original                                                                       | Cód. de produção | Audiência no Reino Unido (milhões) | AI       |
| -------- | ------ | ----------------------- | ---------------- | ---------------- | --------------------------------------------------------------------------------------- | ---------------- | ---------------------------------- | -------- |
| 144      | 1      | Time and the Rani       | Andrew Morgan    | Pip e Jane Baker | 7 de setembro de 198714 de setembro de 198721 de setembro de 198728 de setembro de 1987 | 7D               | 5,14,24,34,9                       | 58635759 |
| 145      | 2      | Paradise Towers         | Nicholas Mallett | Stephen Wyatt    | 5 de outubro de 198712 de outubro de 198719 de outubro de 198726 de outubro de 1987     | 7E               | 4,55,25,0                          | 615857   |
| 146      | 3      | Delta and the Bannermen | Chris Clough     | Malcolm Kohll    | 2 de novembro de 19879 de novembro de 198716 de novembro de 1987                        | 7F               | 5,35,15,4                          | 6360     |
| 147      | 4      | Dragonfire              | Chris Clough     | Ian Briggs       | 23 de novembro de 198730 de novembro de 19877 de dezembro de 1987                       | 7G               | 5,55,04,7                          | 6164     |

#### 25.ª temporada (1988)
| História | Serial | Título                          | Dirigido por  | Escrito por     | Exibição original                                                                      | Cód. de produção | Audiência no Reino Unido (milhões) | AI       |
| -------- | ------ | ------------------------------- | ------------- | --------------- | -------------------------------------------------------------------------------------- | ---------------- | ---------------------------------- | -------- |
| 148      | 1      | Remembrance of the Daleks       | Andrew Morgan | Ben Aaronovitch | 5 de outubro de 198812 de outubro de 198819 de outubro de 198826 de outubro de 1988    | 7H               | 5,55,85,15,0                       | 68697072 |
| 149      | 2      | The Happiness Patrol            | Chris Clough  | Graeme Curry    | 2 de novembro de 19889 de novembro de 198816 de novembro de 1988                       | 7L               | 5,34,65,3                          | 6765     |
| 150      | 3      | Silver Nemesis                  | Chris Clough  | Kevin Clarke    | 23 de novembro de 198830 de novembro de 19887 de dezembro de 1988                      | 7K               | 6,15,2                             | 7170     |
| 151      | 4      | The Greatest Show in the Galaxy | Alan Wareing  | Stephen Wyatt   | 14 de dezembro de 198821 de dezembro de 198828 de dezembro de 19884 de janeiro de 1989 | 7J               | 5,05,34,86,6                       | 68666964 |

#### 26.ª temporada (1989)
| História | Serial | Título              | Dirigido por     | Escrito por     | Exibição original                                                                       | Cód. de produção | Audiência no Reino Unido (milhões) | AI       |
| -------- | ------ | ------------------- | ---------------- | --------------- | --------------------------------------------------------------------------------------- | ---------------- | ---------------------------------- | -------- |
| 152      | 1      | Battlefield         | Michael Kerrigan | Ben Aaronovitch | 6 de setembro de 198913 de setembro de 198920 de setembro de 198927 de setembro de 1989 | 7N               | 3,13,93,64,0                       | 69686765 |
| 153      | 2      | Ghost Light         | Alan Wareing     | Marc Platt      | 4 de outubro de 198911 de outubro de 198918 de outubro de 1989                          | 7Q               | 4,24,0                             | 6864     |
| 154      | 3      | The Curse of Fenric | Nicholas Mallett | Ian Briggs      | 25 de outubro de 19891 de novembro de 19898 de novembro de 198915 de novembro de 1989   | 7M               | 4,34,04,2                          | 6768     |
| 155      | 4      | Survival            | Alan Wareing     | Rona Munro      | 22 de novembro de 198929 de novembro de 19896 de dezembro de 1989                       | 7P               | 5,04,85,0                          | 6971     |

### Oitavo Doutor

#### Telefilme (1996)
| História | Título (Títulos lusófonos)                                                          | Dirigido por | Escrito por    | Exibição original                                                                                | Cód. de produção | Audiência no Reino Unido (milhões) | AI |
| -------- | ----------------------------------------------------------------------------------- | ------------ | -------------- | ------------------------------------------------------------------------------------------------ | ---------------- | ---------------------------------- | -- |
| 156      | Doctor Who O Senhor do Tempo (BR) Doutor Who - O Senhor do Tempo (BR) O Doutor (PT) | Geoffrey Sax | Matthew Jacobs | 12 de maio de 1996 (Canadá) 14 de maio de 1996 (Estados Unidos) 27 de maio de 1996 (Reino Unido) | TVM              | 9,8                                | 75 |